# Het straalgas-mysterie
 Het straalgas-mysterie  is een verhaal uit de Belgische stripreeks Piet Pienter en Bert Bibber van Pom.
Het verhaal verscheen voor het eerst in Gazet Van Antwerpen van 1 januari 1960 tot 17 april 1960 en als nummer 14 in de reeks bij De Vlijt.

## Personages
- Piet Pienter
- Bert Bibber
- Susan
- Professor Kumulus
- Prof. Dr. Edelgass
- Mijnheer uit het Oosten
- Harry Bolafente
- Jef Wurm
- De man op de achtergrond

## Albumversies
Het straalgas-mysterie verscheen in 1960 als album 14 bij uitgeverij De Vlijt. In 1997 gaf uitgeverij De Standaard het album opnieuw uit.